# Список эпизодов телесериала «Слепая зона»
Список эпизодов американского телевизионного сериала «Слепая зона». Премьера сериала состоялась 21 сентября 2015 года на телеканале NBC.
В центре сюжета находится потерявшая память женщина (Джейми Александер), которая была найдена ФБР, будучи покрытой татуировками, которые содержат ключ к преступлениям.

## Обзор сезонов
| Сезон | Сезон | Эпизоды | Оригинальная дата показа | Оригинальная дата показа |
| Сезон | Сезон | Эпизоды | Премьера сезона          | Финал сезона             |
| ----- | ----- | ------- | ------------------------ | ------------------------ |
|       | 1     | 23      | 21 сентября 2015         | 23 мая 2016              |
|       | 2     | 22      | 14 сентября 2016         | 17 мая 2017              |
|       | 3     | 22      | 27 октября 2017          | 18 мая 2018              |
|       | 4     | 22      | 12 октября 2018          | 31 мая 2019              |
|       | 5     | 11      | 7 мая 2020               | 23 июля 2020             |

## Эпизоды
Эпизоды первого сезона и половины второго имеют по два английских названия. Первыми вариантами названия являются бессмысленные выражения. Второй вариант представляет анаграмму, дающую намёк на сюжет. Анаграммы построены попарно так, что названия являются продолжениями предыдущих, составляя законченную сентенцию. В первом сезоне: вплоть до центрального тринадцатого эпизода, который является непарным, названия в паре соединяются по принципу нечётные-чётные, а с четырнадцатого эпизода — по принципу чётные-нечётные. Во втором сезоне: первый эпизод является непарным, последующие — соединены по принципу чётные-нечётные.
Во втором сезоне наряду с анаграммами в заголовках стали использоваться палиндромы — словосочетания или фразы, которые одинаково читаются как слева направо, так и справа налево. Причем буква, оказывающаяся в середине палиндрома, входит в еще одно зашифрованное послание аудитории «Пятна». Загадка напрямую связана с Куртом Уэллером — именно его имя вырисовывается в ходе последовательного прочтения названий-палиндромов.

### Сезон 1 (2015—2016)
| № общий | № в сезоне | Название / Анаграмма                                                                                         | Режиссёр           | Автор сценария                | Дата премьеры    | Зрители в США (млн) |
| --- | ---------- | --- | ------------------ | ----------------------------- | ---------------- | ------------------- |
| 1 | 1          | «Пилотная серия» Who is Jane Doe «Woe Has Joined»                                                            | Марк Пеллингтон    | Мартин Джеро                  | 21 сентября 2015 | 10,61               |
| В хозяйственной сумке, оставленной на Таймс-сквер, найдена обнажённая женщина, полностью покрытая недавно сделанными татуировками, среди которых есть имя специального агента ФБР Курта Уэллера. Она страдает от медикаментозной амнезии. Её не смогла идентифицировать лаборатория ФБР, не смог опознать Курт, поэтому ей присвоили имя Джейн Доу. Они также находят старую татуировку «Морских котиков», которая была перебита поверх чёрным прямоугольником. Одна из её татуировок с китайскими иероглифами оказалась адресом, что привело их к террористу Чао. Джейн и Курт задерживают его, что вызывает у Джейн воспоминания о том, как она занималась стрелковой подготовкой под присмотром неизвестного мужчины. Этот же человек появляется в больнице, чтобы убить Чао. Ретроспекция демонстрирует, как тот самый человек дал Джейн препарат для стирания памяти по её же просьбе. Число на теле Джейн совпадает с номером досье на ассистент-директора Бетани Мейфейр. |            | |                    |                               |                  |                     |
| 2 | 2          | «Вой бродячих псов» Taylor Shaw «A Stray Howl»                                                               | Марк Пеллингтон    | Мартин Джеро                  | 28 сентября 2015 | 9,11                |
| Команда разгадывает зашифрованную татуировку, которая указывает на майора Артура Гибсона, пилота ВВС с болезненным прошлым и смертельным послужным списком. Джейн продолжает искать ключи к своей личности и ей не по себе, когда вспышки тревожных воспоминаний заставляют её расследовать её прошлое. Между тем, Уэллер думает, что он знает истинную личность Джейн. |            | |                    |                               |                  |                     |
| 3 | 3          | «Восемь тонких ухмылок» The Missing Girl «Eight Slim Grins»                                                  | Стив Шил           | Оуэн Махони, Мартин Джеро     | 05 октября 2015  | 9,06                |
| Печально известная банда воров почти сбегает после идеальной кражи драгоценностей, за исключением одного вора с татуировкой «Морских котиков», идентичной татуировке Джейн, которого схватили на месте преступления. Знает ли этот человек Джейн? Между тем, Джейн посещает с неоднозначным предупреждением таинственный бородатый мужчина из её воспоминаний, в то время как Уэллер и Мейфейр спорят по поводу роли Джейн в команде. |            | |                    |                               |                  |                     |
| 4 | 4          | «Кости тоже гниют» Or Maybe Not «Bone May Rot»                                                               | Карен Гавиола      | Кристина М. Ким               | 12 октября 2015  | 8,45                |
| Паттерсон и её парень, любитель головоломок Дэвид, расшифровали подсказку в виде татуировки, который направляет команду в Центр по контролю и профилактике заболеваний (ЦКЗ). Находясь в ЦКЗ, команда обнаруживает скрытое послание на теле Джейн, которое раскрывает заговор, который может иметь катастрофические глобальные последствия. Между тем, Джейн и Уэллер становятся ближе друг к другу. |            | |                    |                               |                  |                     |
| 5 | 5          | «Разногласия по закону» The Past Will «Split the Law»                                                        | Марк Пеллингтон    | Брендан Галл                  | 19 октября 2015  | 7,82                |
| После того, как обычная ситуация с заложниками оказывается несущей более глубокие международные последствия, ЦРУ и ФБР начинают гонку друг с другом с целью ареста одного и того же преступника с тёмным прошлым. Картер выражает обеспокоенность по поводу надёжности Джейн, что вызывает трения с Мейфейр и ставит под сомнение лояльность Рида команде. Встреча с семьёй Уэллеров оказывается сложной для Джейн, поскольку она сомневается в своей личности. |            | |                    |                               |                  |                     |
| 6 | 6          | «Оставь свою душу» Cloud Our Eyes «Cede Your Soul»                                                           | Роб Харди          | Алекс Бергер                  | 26 октября 2015  | 7,91                |
| Когда убийство выводит команду на опасное мобильное приложение, которое позволяет преступникам отслеживать правительственные машины, им приходится работать с неожиданным создателем приложения, чтобы отключить его. Джейн и Уэллер пытаются сохранить свои отношения в рамках профессиональных. Запата же борется с моральной дилеммой. |            | |                    |                               |                  |                     |
| 7 | 7          | «В турне» Trust No One «Sent on Tour»                                                                        | Стив Шилл          | Крис Поззебон                 | 02 ноября 2015   | 8,02                |
| Одна из татуировок Джейн отправляет команду в отдалённое место, где они оказываются лицом к лицу с опасным преступником из дела, которое испытывает натянутые отношения Джейн и Уэллера на прочность и угрожает раскрыть секреты Мейфейр. Между тем, Паттерсон нарушает правила, чтобы решить загадку одной из татуировок. |            | |                    |                               |                  |                     |
| 8 | 8          | «Следуй за посланниками» Suspect Everyone «Persecute Envoys»                                                 | Маркос Сиега       | Челси Лора                    | 09 ноября 2015   | 7,67                |
| После убийства сотрудника полиции Паттерсон разгадывает настораживающую татуировку, которая, кажется, предсказала его убийство, и команда идёт по следу жестокой зацепки, чтобы остановить дальнейшие нападения. Мейфейр раскрывает секреты из своего прошлого Уэллеру, серьёзно испытывая их взаимоотношения. |            | |                    |                               |                  |                     |
| 9 | 9          | «Неподдельный флирт» Lift the Curtain «Authentic Flirt»                                                      | Дэвид Мак-Уиртер   | Кэтрин Коллинз                | 16 ноября 2015   | 7,74                |
| Джейн и Курт работают под прикрытием в качестве пары киллеров мирового класса, чтобы предотвратить попадание смертельно важной информации в чужие руки. Парное задание делает их ближе, чем когда-либо, друг к другу. Между тем, Дэвид отправляется на одиночную миссию, чтобы вернуть Паттерсон обратно, а Картер наседает на Мейфейр с тем, как обращаться с такой опасной личностью. |            | |                    |                               |                  |                     |
| 10 | 10         | «Инструмент зла ручной работы» And Unveil the Mastermind «Evil Handmade Instrument»                          | Маркос Сиега       | Кристина М. Ким               | 23 ноября 2015   | 7,03                |
| В середине захватывающего сезона команда преследует группу спящих шпионов, которые были внезапно активированы и спешит остановить множество убийств. |            | |                    |                               |                  |                     |
| 11 | 11         | «Остановить принуждение противника» In Case of Emergency «Cease Forcing Enemy»                               | Роберт Сайденгланз | Мартин Джеро                  | 29 февраля 2016  | 6,85                |
| Джейн потрясена серией массовых разгадок её татуировок и сомневается, стоит ли доверять Оскару. Между тем, татуировка приводит команду к шокирующему открытию в Чёрном море. |            | |                    |                               |                  |                     |
| 12 | 12         | «Бедное богатство учёного» Follow These Instructions «Scientists Hollow Fortune»                             | Рик Ньюи           | Алекс Бергер                  | 7 марта 2016     | 6,59                |
| После того, как разозлившийся ветеран войны в Ираке устраивает стрельбу на военной базе, команда раскрывает зловещий заговор. В то время, как Джейн и Уэллер торопятся остановить упертого учёного, Джейн вспоминает своё собственное таинственное боевое прошлое и намеревается возобновить отношения с Оскаром. |            | |                    |                               |                  |                     |
| 13 | 13         | «Стереть безрадостную юность» Stay Where You Are «Erase Weary Youth»                                         | Маркос Сиега       | Крис Поззебон                 | 14 марта 2016    | 6,25                |
| После того, как наводка показывает, что в Нью-Йоркском офисе ФБР есть "крот", команда должна обнаружить его за очень короткое время, подвергаясь опасной проверке инспектором Фишером. Глубочайшие тайны команды могут быть раскрыты, и каждый из команды - потенциальный подозреваемый, но некоторым, особенно Джейн Доу, действительно есть, что скрывать. |            | |                    |                               |                  |                     |
| 14 | 14         | «Вопреки правилам» Find a Secure Line «Rules in Defiance»                                                    | Кеннет Финк        | Кристен Лейден                | 21 марта 2016    | 5,89                |
| Анонимный источник приводит команду к расследованию важного дела о смертной казни, в конечном счёте, отправив Ташу Запата работать под прикрытием. После того, как её почти поймали во время охоты на "крота", Джейн решает уйти из ФБР. |            | |                    |                               |                  |                     |
| 15 | 15         | «Каньон престарелых головорезов» To Contact Your Handler «Older Cutthroat Canyon»                            | Маркос Сиега       | Брендан Галл                  | 28 марта 2016    | 5,99                |
| После того, как картину, копирующую одну из татуировок Джейн, украли из галереи, команда выясняет, что главной целью этого преступления является Джейн. Для того, чтобы защитить свою команду, Джейн отправляется в самоволку. |            | |                    |                               |                  |                     |
| 16 | 16         | «Любой раненный вор» Find What You Need «Any Wounded Thief»                                                  | Триша Брок         | Кристина М. Ким               | 4 апреля 2016    | 5,54                |
| После того, как был ограблен бронированный грузовик, команда обнаруживает, что украденным товаром было химическое оружие и они должны поспешить, чтобы сорвать террористический заговор. Между тем, к Джейн приходит запутанное воспоминание об Уэллере - в то время, как она становится всё ближе к Оскару. Тем временем Паттерсон получает телефонный звонок от кого-то из её прошлого. |            | |                    |                               |                  |                     |
| 17 | 17         | «Лояльные наблюдатели-телепаты» In Almost the Last Place You Look «Mans Telepathic Loyal Lookouts»           | Джефф Т. Томас     | Рейчел Карис Лав              | 11 апреля 2016   | 5,53                |
| После того, как Паттерсон обнаруживает скрытое послание в кроссворде в газете "The New York Times", она отправляется в "квест" по следам татуировки, что приводит её к опасной ситуации. Оскар, наконец, рассказывает Джейн о том, кем она была, а Уэллер требует ответа у своего отца о том, кто похитил Тейлор. |            | |                    |                               |                  |                     |
| 18 | 18         | «Кто породил технику» To Begin the Sequence «One Begets Technique»                                           | Карен Гавиола      | Мартин Джеро                  | 18 апреля 2016   | 5,46                |
| Когда Джейн и Уэллер вновь обращаются к старому знакомому для того, чтобы выследить грозного международного преступника, образовывается нежелательный союз. Между тем, Джейн сталкивается с трудным решением из-за того, что сомнительный заказ от Оскара может поставить под угрозу Уэллера. |            | |                    |                               |                  |                     |
| 19 | 19         | «В нашей комете» Focus On The Time «In the Comet of Us»                                                      | Дермот Даунс       | Райан Джонсон, Питер Лалаянис | 25 апреля 2016   | 5,58                |
| Когда началась стрельба в школе после расшифровывания татуировки, команда разделяется, чтобы поймать стрелка. Мейфейр борется с некоторыми проблемами из прошлого. |            | |                    |                               |                  |                     |
| 20 | 20         | «Стремительный и бессердечный» Then Head First Road West «Swift Hardhearted Stone»                           | Роберт Сайденгланз | Кристина М. Ким               | 2 мая 2016       | 5,43                |
| Когда таинственная маленькая девочка, связанная с изображением на татуировке, попадает под надзор Бордена, он рассказывает о её случае команде ФБР, но её связи с террористической организацией оказываются опасными для всех. Между тем, конфликтующая сама с собой Джейн начинает снова приближаться к Уэллеру, а между Борденом и Паттерсон зарождается дружба. |            | |                    |                               |                  |                     |
| 21 | 21         | «Чей нелёгкий путь» To Your New Safe House «Of Whose Uneasy Route»                                           | Джефф Ф. Кинг      | Алекс Бергер                  | 9 мая 2016       | 5,61                |
| Агенты ФБР оказываются в ловушке, когда хакеры проникают в здание, заперев команду внутри СИОЦ (Стратегического информационного оперативного центра) ФБР. В то время, как они пробивают себе путь, теснота помещения заставляет Мейфейр, Запату, Рида и Сару противостоять личным конфликтам. |            | |                    |                               |                  |                     |
| 22 | 22         | «За любовь к мятежнику воздаст смерть» The Final Order Will Be Revealed «If Love a Rebel, Death Will Render» | Ромео Тироне       | Брендан Галь                  | 16 мая 2016      | 5,27                |
| После того, как был обнаружен брошенный ребёнок с татуировкой, идентичной татуировке Джейн, команда спешит идентифицировать по кусочкам личность ребёнка и спасти десятки малышей. Разъяренная Джейн ругается с Оскаром по поводу результатов его секретных миссий. |            | |                    |                               |                  |                     |
| 23 | 23         | «Зачем дожидаться конца жизни» When It's Filed Away «Why Await Life's End»                                   | Роб Шейденгланц    | Мартин Джеро                  | 23 мая 2016      | 5,85                |
| Уэллер ищет истину в душераздирающем и оскорбительном факте. Джейн обращается к бывшему подозреваемому за помощью в ситуации с Оскаром. Тем временем, остальная часть команды всеми силами старается помочь другу. |            | |                    |                               |                  |                     |

### Сезон 2 (2016—2017)
| № общий | № в сезоне | Название / Анаграмма | Режиссёр           | Автор сценария                 | Дата премьеры    | Зрители в США (млн) |
| --- | ---------- | --- | ------------------ | ------------------------------ | ---------------- | ------------------- |
| 24 | 1          | «Ведомая пастырем» Nothing Is More Dangerous «In Night So Ransomed Rogue»                                                 | Мартин Джеро       | Мартин Джеро                   | 14 сентября 2016 | 7,10                |
| После побега из-под стражи ЦРУ команда отвоёвывает Джейн и убеждает её стать тройным агентом в своей прежней террористической организации, где она раскрывает некоторые крупные секреты из своего прошлого, хотя недавние предательства обеих сторон грозят навечно разлучить её и её команду. |            | |                    |                                |                  |                     |
| 25 | 2          | «Затянуть потуже» They Invoke Fear «Heave Fiery Knot»                                                                     | Дэйвид Мак-Вёртер  | Брендан Голл                   | 21 сентября 2016 | 6,08                |
| Команда стремится остановить коррумпированного агента Управления по борьбе с наркотиками в ходе сделки по продаже ракет "стингер" наркокартелю, в то время, как Уэллер борется за то, чтобы удержать всех вместе в условиях возрастающего давления из-за разногласий Джейн с остальными и неудобного дополнения в виде Нас в качестве параллельного лидера. |            | |                    |                                |                  |                     |
| 26 | 3          | «Даже герою не избежать смерти» For Their Moment is Near «Hero Fears Imminent Rot»                                        | Джефф Т. Томас     | Алекс Бергер                   | 28 сентября 2016 | 5,60                |
| Уэллер и команда должны успеть остановить череду участившихся взрывов в Нью-Йорке, в то время как Джейн вынуждена согласиться на миссию с убийством, чтобы доказать свою верность... или пострадать от последствий. |            | |                    |                                |                  |                     |
| 27 | 4          | «Если Бет» The FBI «If Beth»                                                                                              | Джефф Ф. Кинг      | Райан Джонсон, Питер Лалаянис  | 5 октября 2016   | 5,71                |
| Нас и Уэллер подстраивают друг под друга свои новые действия в качестве партнёров по лидерству в ходе охоты команды за убийцей с презентации в музее, который, как оказалось, скрывает тёмную тайну; Джейн начинает видеть положительные стороны своей прежней организации. |            | |                    |                                |                  |                     |
| 28 | 5          | «Потворство беспорядочным кражам» Defends The Constitution «Condone Untidiest Thefts»                                     | Роб Шейденгланц    | Кристина М. Ким                | 12 октября 2016  | 5,53                |
| После того, как известный политик был едва не убит во время митинга, Уэллер и его команда должны работать с маршалом США Элли Найт, чтобы победить лидера банды. |            | |                    |                                |                  |                     |
| 29 | 6          | «Сознание шпиона» Shepherd's Army «Her Spy's Harmed»                                                                      | Олатунде Осунсанми | Крис Поззебон                  | 19 октября 2016  | 5,24                |
| Пока Уэллер и Нас преследуют беглого агента в Болгарии, Джейн выходит на миссию от "Sandstorm" вместе с Романом. Рид и Запата должны справиться с неотложным вопросом. |            | |                    |                                |                  |                     |
| 30 | 7          | «Разгадка одиннадцати мифов» Only Serve Themselves «Resolves Eleven Myths»                                                | Джефф Ф. Кинг      | Эрик Бакмен                    | 26 октября 2016  | 5,20                |
| Рич Дотком возвращается в ФБР, где он должен помочь с насущной проблемой. |            | |                    |                                |                  |                     |
| 31 | 8          | «Мы бьемся насмерть в мутных одиноких водах» When The Soldiers Attack, We Fight On «We Fight Deaths on Thick Lone Waters» | Роб Харди          | Кристен Лейден                 | 9 ноября 2016    | 4,90                |
| Когда Уэллер и Джейн пропали во время секретной операции под прикрытием, остальные члены команды должны допросить двух преступников, которые владеют ключом к их обнаружению. Заместитель Федерального прокурора США Вейтс возвращается в строй, объявив вендетту команде. |            | |                    |                                |                  |                     |
| 32 | 9          | «Не дать остыть» We Shall Protect Your Freedom «Why Let Cooler Pasture Deform»                                            | Тауния Маккирнан   | Брендан Голл                   | 16 ноября 2016   | 5,00                |
| После того, как Джейн узнает, что "Sandstorm" готовится к предстоящей атаке, она рискует всем, чтобы отправить секретное сообщение "S.O.S." своей команде в ФБР. |            | |                    |                                |                  |                     |
| 33 | 10         | «Ни я, Найджел, также известный как Нога в оковах» «Nor I, Nigel, AKA Leg in Iron»                                        | Дэвид Таттман      | Рэйчел Карис Лав               | 4 января 2017    | 5,14                |
| Паттерсон пропала... и недавно потерявший память Роман находится на свободе. Джейн и Уэллер должны догнать Шеперд - и упущенное время - чтобы найти их, пока не стало слишком поздно. |            | |                    |                                |                  |                     |
| 34 | 11         | «Шутливая осень, не отвечающий взаимностью» «Droll Autumn, Unmutual Lord»                                                 | Адам Салки         | Хади Николас Диб               | 11 января 2017   | 5,01                |
| После того, как один из самых разыскиваемых в мире террористов появляется в Нью-Йорке по неизвестным причинам, команда должна сотрудничать с ЦРУ, чтобы остановить смертельные взрывы. |            | |                    |                                |                  |                     |
| 35 | 12         | «Дьявола и не было» «Devil Never Even Lived»                                                                              | Кейт Вудс          | Деанна Шумахер и Крис Поззебон | 18 января 2017   | 4,73                |
| Когда необычная татуировка приводит обратно к Роману, команда должна решить, следует ли отправить его на полевое задание... работать под прикрытием в опасной банде байкеров. |            | |                    |                                |                  |                     |
| 36 | 13         | «Назови всех» «Name Not One Man»                                                                                          | Глен Уинтер        | Райан Джонсон, Питер Лалаянис  | 8 февраля 2017   | 4,64                |
| Команда добивается серьезного прорыва в деле о "Sandstorm", когда они обнаруживают истинную личность Шеперд... и давнюю связь между ней и Уэллером. |            | |                    |                                |                  |                     |
| 37 | 14         | «Позаимствовать или украсть» «Borrow or Rob»                                                                              | Лора Белси         | Эрик Бухман                    | 15 февраля 2017  | 4,07                |
| Татуировка направляет команду к сильнейшему тайному обществу, но они не могут проникнуть в него без помощи одного из своих "выпускников"... Рича Доткома. |            | |                    |                                |                  |                     |
| 38 | 15         | «Нарисовать Цезаря, стереть труса» «Draw O Caesar, Erase a Coward»                                                        | Дарнелл Мартин     | Кристина М. Ким                | 22 февраля 2017  | 4,13                |
| После того, как несколько татуировок приводят к некоторым зацепкам, команда делится на необычные пары - Уэллер и Роман, Джейн и Запата, Паттерсон и Рид - чтобы добраться до убийственного курьера из низших слоёв общества. |            | |                    |                                |                  |                     |
| 39 | 16         | «Я был в аду, я жил в разврате» «Evil Did I Dwell, Lewd I Did Live»                                                       | Дэвид Мак-Уиртер   | Алекс Бергер                   | 22 марта 2017    | 4,26                |
| С помощью Нас Уэллер и Джейн, наконец, встретятся лицом к лицу с внутренним источником из "Sandstorm" и бросят вызов старому врагу. |            | |                    |                                |                  |                     |
| 40 | 17         | «Два соло» «Solos» | Дэвид Джонсон      | Кристен Лейден                 | 29 марта 2017    | 4,32                |
| Джейн и ее новый возлюбленный Оливер оказываются в опасной ситуации, которая раскрывает секреты, которые они оба скрывали. Не понимая, могут ли они доверять друг другу, пара должна остаться в живых, пока Уэллер и команда спешат спасти их. |            | |                    |                                |                  |                     |
| 41 | 18         | «Старые связи» «Senile Lines»                                                                                             | Джефф Т. Томас     | Райан Джонсон, Питер Лалаянис  | 5 апреля 2017    | 4,34                |
| Став объектом расследования своего старого соперника, команда с трудом пытается защитить себя. Между тем, татуировка приводит их к загадочной смерти в приёмной семье. |            | |                    |                                |                  |                     |
| 42 | 19         | «С благими намерениями» «Regard a Mere Mad Rager»                                                                         | Эрнест Дикерсон    | Алекс Бергер                   | 26 апреля 2017   | 4,33                |
| 43 | 20         | «В словах тону я» «In Words, Drown I»                                                                                     | Дермотт Доунс      | Кристина М. Ким                | 3 мая 2017       | 4,18                |
| Оказалось, что арест Запаты это операция по её внедрению для получения информации от Девон, девушки-боевика, связанной с Sandstorm. Но Таше приходится действовать не по плану: Девон ранена другой заключённой, Запата организует побег. Веллер узнаёт правду об убийстве Эммы, и что виновна в этом Шепард, а не Джейн. После побега, Девон организует встречу со своим возлюбленным Паркером, снайпером из группы «Sandstorm». Паркер узнаёт Запату и использует её чтобы устроить засаду на Веллера и Джейн. Паттерсон выходит из себя, нападает на одного из своих подчинённых и выходит из дела. Веллер спасает Запату, захватывает Паркера и Девон. Джейн невольно вызывает у Романа воспоминание о том, что это она стёрла ему память, Роман приходит в ярость. |            | |                    |                                |                  |                     |
| 44 | 21         | «Мама» «Mom» | Роб Шейденгланц    | Крис Поззебон                  | 10 мая 2017      | 3,92                |
| Роман обезврежен, его вновь помещают в подвал ФБР, к нему вернулось множество воспоминаний. Рид сообщает что он решил перевестись из Нью-Йорка в другое отделение. Джейн и Веллер идут по наводке Паркера, они находят склад, в котором точно воссоздан один из офисов ФБР; склад оказывается ловушкой. В это время Шеппард и её команда штурмуют офис ФБР и получают контроль над ним, убивают директора Пеллингтона и других агентов, с тем чтобы получить доступ к лаборатории и компьютерам Паттерсон, и используют их для организации других атак на федеральные здания. Паттерсон, Рид и Запата останавливают Шеппард, но Таша серьёзно ранена. Джейн и Веллер возвращаются в здание ФБР, им удаётся найти и обезвредить бомбы, установленные командой Шеппард. Роман присоединяется к Шеппард и сбегает с ней. В результате атак «Sandstorm» уничтожены несколько федеральных зданий, но благодаря предупреждению Паттерсон, жертв удалось избежать. Веллера конвоируют в секретный бункер, где собраны руководители ряда федеральных учреждений, составляющих «запасное правительство» (англ. сontinuity of government, «COGS»), которое придёт к власти в случае необходимости. Веллер теперь понимает, что это и есть «фаза два»: Шеппард собирается уничтожить существующее правительство, с тем чтобы к власти пришло COGS. |            | |                    |                                |                  |                     |
| 45 | 22         | «Отверженные отталкивают» «Lepers Repel»                                                                                  | Джефф Ф. Кинг      | Рейчел Карис Лав               | 17 мая 2017      | 4,28                |
| Веллер сбегает из бункера с заместителем директора ЦРУ Китоном. Паттерсон удаётся отследить взрывчатку, которую Шеппард использовала в атаках, до Зака Райли; на допросе он раскрывает планы Шеппард: выполнить со спутника атаку в точку возле Белого дома, где находятся ядерные материалы. Паттерсон пытается обезвредить спутник; после того как Запата и Китон находят ядерный материал, находящийся в машине скорой помощи, Джейн и Веллер выдвигаются для задержания Шеппард. Джейн ведёт машину скорой к туннелю, с тем чтобы минимизировать область поражения, а Веллер тем временем ищет в той же машине радиомаяк, по которому наводится ракета со спутника. Роман организует столкновение со скорой, Веллер ранен. Веллеру удаётся обнаружить маяк, его проглотила Шеппард. Тогда Веллер применяет к ней дефибриллятор и тем самым обезвреживает маяк. Это позволяет Паттерсон переключить ракету на другой маяк, находящийся в море. Джейн сражается с Романом, но не может заставить себя убить его, и Роман сбегает. Шеппард арестована и прибывает в тюрьму, где ей занимается Нас. Команда празднует победу. Два года спустя, Джейн живёт в монастыре на вершине горы. Веллеру удаётся найти её, он сообщает что Паттерсон, Рид и Запата куда-то пропали, а он получил загадочный закрытый ящик с его именем на нём. Когда они оба касаются ящика, он открывается, внутри находится металлическая пластина. После того как оба коснулись её, на пластине проявляется рисунок, совпадающий с татуировкой на шее Джейн. |            | |                    |                                |                  |                     |

### Сезон 3 (2017—2018)
10 мая 2017 года сериал продлили на третий сезон
| № общий | № в сезоне | Название / Анаграмма                                    | Режиссёр        | Автор сценария                 | Дата премьеры   | Зрители в США (млн) |
| --- | ---------- | ------------------------------------------------------- | --------------- | ------------------------------ | --------------- | ------------------- |
| 46 | 1          | «Опять впрячься в работу» «Back to the Grind»           | Мартин Джеро    | Мартин Джеро                   | 27 октября 2017 | 4,13                |
| После 18-ти месячного затишья Курт наконец возвращается к работе. Ему предстоит расследовать новое, довольно сложно дело. Каким-то образом к происходящему оказывается причастна и Джейн Доу.                                  |            |                                                         |                 |                                |                 |                     |
| 47 | 2          | «Набор вражеских уловок» «Enemy Bag of Tricks»          | Дэвид Таттман   | Крис Поззебон                  | 3 ноября 2017   | 3,50                |
| Команда наконец объединятся для выполнения новой опасной миссии. Им необходимо предотвратить захват спутника могущественными злодеями. Вот только Джейн и ее друзья не знают, что за этой миссией стоят люди из правительства. |            |                                                         |                 |                                |                 |                     |
| 48 | 3          | «Мастерство во вред» «Upside Down Craft»                | Солван Наим     | Кристина М. Ким                | 10 ноября 2017  | 3,38                |
| Джейн и Веллер пытаются выследить опасных компьютерных хакеров. Паттерсон вынужден работать с человеком, который ему неприятен ради того, чтобы скрыть опасный секрет из собственного прошлого.                                |            |                                                         |                 |                                |                 |                     |
| 49 | 4          | «Рикошет при перестрелке» «Gunplay Ricochet»            | Дэвид МакУиртер | Райан Джонсон & Питер Лалаянис | 17 ноября 2017  | 3,37                |
| 50 | 5          | «Такое важное наследие» «This Profound Legacy»          | Роб Шейденгланц | Рэйчел Кэрис                   | 1 декабря 2017  | 3,35                |
| 51 | 6          | «Восхищённый подозреваемый» «Adoring Suspect»           | Глен Винтер     | Эрик Бахманн                   | 8 декабря 2017  | 3,50                |
| 52 | 7          | «Исправь поломку в моем подарке» «Fix My Present Havoc» | Лин Одинг       | Кристен Лейден                 | 15 декабря 2017 | 3,33                |
| 53 | 8          | «В тайне от горожан» «City Folks Under Wraps»           | Дэвид С.Туттман | Брендан Галь                   | 22 декабря 2017 | 3,50                |
| 54 | 9          | «Горячее испепеляющее пламя» «Hot Burning Flames»       | Адам Салки      | Крис Поззебон                  | 12 января 2018  | 3,56                |
| 55 | 10         | «Баланс возможностей» «Balance of Might»                | Марта Митчелл   | Трейси Уитакер                 | 19 января 2018  | 3,55                |
| 56 | 11         | «Технологические волшебники» «Technology Wizards»       | Джефф Ф. Кинг   | Кристина М. Ким                | 26 января 2018  | 3,75                |
| 57 | 12         | «Два легендарных приятеля» «Two Legendary Chums»        | Дэвид МакУиртер | Райан Джонсон & Питер Лалаянис | 2 февраля 2018  | 3,20                |
| 58 | 13         | «Предупредительный выстрел» «Warning Shot»              | Кристин Уинделл | Мэтт Янг                       | 2 марта 2018    | 3,12                |
| 59 | 14         | «Проще попробовать, чем объяснить» «Everlasting»        | Дермотт Даунс   | Рэйчел Кэрис Лав               | 9 марта 2018    | 3,03                |
| 60 | 15         | «Выводы» «Deductions»                                   | Марисоль Торрес | Крис Поззебон                  | 16 марта 2018   | 3,40                |
| 61 | 16         | «Ловкая увертка» «Artful Dodge»                         | Марта Митчелл   | Кристен Лейден                 | 23 марта 2018   | 3,27                |
| 62 | 17         | «Слово мамы» «Mum's the Word»                           | Жан Де Сегонзак | Кристина Ким                   | 30 марта 2018   | 2,93                |
| 63 | 18         | «Шумная ночь» «Clamorous Night»                         | Нима Барнетт    | Эрик Бухман                    | 20 апреля 2018  | 2,72                |
| 64 | 19         | «Созвездие умов» «Galaxy of Minds»                      | Маркус Стоукс   | Райан Джонсон & Питер Лалаянис | 27 апреля 2018  | 2,69                |
| 65 | 20         | «Отпусти» «Let It Go»                                   | Майя Врвило     | Рэйчел Кэрис Лав               | 4 мая 2018      | 2,75                |
| 66 | 21         | «Дезертирство» «Defection»                              | Дэвид Таттман   | Энн Хэккер & Кристен Лейден    | 11 мая 2018     | 2,76                |
| 67 | 22         | «В памяти» «In Memory»                                  | Мартин Джеро    | Крис Поззебон                  | 18 мая 2018     | 2,98                |

### Сезон 4 (2018—2019)
| № общий | № в сезоне | Название / Анаграмма                                                                         | Режиссёр        | Автор сценария                 | Дата премьеры   | Зрители в США (млн) |
| ------- | ---------- | -------------------------------------------------------------------------------------------- | --------------- | ------------------------------ | --------------- | ------------------- |
| 68      | 1          | «Весьма двулично» «Hella Duplicitous»                                                        | Мартин Джеро    | Рэйчел Кэрис Лав               | 12 октября 2018 | 2,95                |
| 69      | 2          | «Мой арт-проект» «My Art Project»                                                            | Адам Салки      | Кристина М. Ким                | 19 октября 2018 | 2,52                |
| 70      | 3          | «Связь с Куантико» «The Quantico Affair»                                                     | Дэвид Таттман   | Чад Макуэй & Крис Поззебон     | 26 октября 2018 | 2,50                |
| 71      | 4          | «В вакууме» «Sous-Vide»                                                                      | Арик Авелино    | Эрик Бучман                    | 2 ноября 2018   | 2,43                |
| 72      | 5          | «Непослушная обезьянка пинает дерево» «Naughty Monkey Kicks at Tree»                         | Крис Плэйс      | Рэйчел Кэрис Лав               | 9 ноября 2018   | 2,69                |
| 73      | 6          | «Кандидат на преступление» «Ca-Ca-Candidate for Cri-Cri-Crime»                               | Энди Армаганян  | Крис Поззебон                  | 16 ноября 2018  | 2,54                |
| 74      | 7          | «Кейс: солнце, лкна и правда» «Case: Sun, Moon, and the Truth»                               | Энди Микита     | Райан Джонсон & Питер Лалаянис | 30 ноября 2018  | 2,65                |
| 75      | 8          | «Вжик, тыдыщ, бах» «Screech, Thwack, Pow»                                                    | Дэвид Таттман   | Кейт Саджиант Кёртис           | 7 декабря 2018  | 2,81                |
| 76      | 9          | «Проверь голову» «Check Your Ed»                                                             | Дэвид МакУиртер | Брендан Галь                   | 11 января 2019  | 3,03                |
| 77      | 10         | «Разоблачение» «The Big Reveal»                                                              | Джой Т. Лейн    | Мэтт Янг                       | 18 января 2019  | 3,05                |
| 78      | 11         | «Беспечный шепот» «Careless Whisper»                                                         | Марк Тондерай   | Эрик Бучман                    | 1 февраля 2019  | 2,85                |
| 79      | 12         | «Сказка о "Книге тайн"» «The Tale of the Book of Secrets»                                    | Р.Т. Торн       | Рэйчел Кэрис Лав               | 8 февраля 2019  | 3,51                |
| 80      | 13         | «Хоть это и безумие, но в нем есть метод» «Though This Be Madness, Yet There Is Method In't» | Рамаа Мозли     | Кристина М. Ким                | 15 февраля 2019 | 2,90                |
| 81      | 14         | «The Big Blast From The Past Episode» «The Big Blast From The Past Episode»                  | Кристин Уинделл | Кейт Саджиант Кёртис           | 8 марта 2019    | 3,16                |
| 82      | 15         | «Часто возникающая борьба за существование» «Frequently Recurring Struggle For Existence»    | Марта Митчелл   | Мэтт Янг                       | 15 марта 2019   | 2,62                |
| 83      | 16         | «Серия, в которой Джейн навещает старого друга» «The One Where Jane Visits an Old Friend»    | Жан Де Сегонзак | Эрик Бухман                    | 22 марта 2019   | 2,96                |
| 84      | 17         | «Ночь последнего вздоха» «The Night of the Dying Breath»                                     | Джефф Т. Томас  | Крис Поззебон                  | 5 апреля 2019   | 2,89                |
| 85      | 18         | «'Охана» «Ohana»                                                                             | Садс Сазерленд  | Сабрина Дина-Рога и Энн Хекер  | 12 апреля 2019  | 2,86                |
| 86      | 19         | «Все ненавидят Кэти» «Everybody Hates Kathy»                                                 | Дэвид МакУиртер | Кейт Саджиант Кёртис           | 19 апреля 2019  | 2,97                |
| 87      | 20         | «Зашифрованный убийца» «Coder to Killer»                                                     | Марта Митчелл   | Райан Джонсон & Питер Лалаянис | 24 мая 2019     | 2,81                |
| 88      | 21         | «Мастера войны» «Masters of War 1:5 - 8»                                                     | Аманда Таппинг  | Мэтт Янг                       | 31 мая 2019     | 2,49                |
| 89      | 22         | «Беглецы» «The Gang Gets Gone»                                                               | Дэвид МакУиртер | Крис Поззебон                  | 31 мая 2019     | 2,05                |

### Сезон 5 (2020)
| № общий | № в сезоне | Название                                                    | Режиссёр          | Автор сценария                 | Дата премьеры | Зрители в США (млн) |
| ------- | ---------- | ----------------------------------------------------------- | ----------------- | ------------------------------ | ------------- | ------------------- |
| 90      | 1          | «Я пришел убивать» «I Came to Sleigh»                       | Марк Пеллингтон   | Крис Поззебон                  | 7 мая 2020    | 2,14                |
| 91      | 2          | «Мы не открывали огонь» «We Didn't Start the Fire»          | Кристин Уинделл   | Эрик Бухман                    | 14 мая 2020   | 1,87                |
| 92      | 3          | «Экзистенциальная тоска» «Existential Ennui»                | Джой Т. Лэйн      | Райан Джонсон & Питер Лалаянис | 28 мая 2020   | 1,81                |
| 93      | 4          | «И мой топор!» «And My Axe!»                                | Америка Янг       | Мэтт Янг                       | 4 июня 2020   | 1,98                |
| 94      | 5          | «Игры разума» «Head Games»                                  | Памела Романовски | Брендан Галь                   | 11 июня 2020  | 1,83                |
| 95      | 6          | «Огонь и сера» «Fire & Brimstone»                           | Дермотт Даунс     | Рэйчел Кэрис Лав               | 18 июня 2020  | 1,82                |
| 96      | 7          | «Шило в» «Awl In»                                           | Рама Мосли        | Энн Хекер                      | 25 июня 2020  | 1,60                |
| 97      | 8          | «Призрачный поезд» «Ghost Train»                            | Марта Митчелл     | Эрик Бухман                    | 2 июля 2020   | 1,86                |
| 98      | 9          | «Неопровержимые факты» «Brass Tacks»                        | Крис Плэйс        | Мэтт Янг                       | 9 июля 2020   | 2,37                |
| 99      | 10         | «Люблю тебя до битов и байтов» «Love You to Bits and Bytes» | Жан Де Сегонзак   | Крис Поззебон                  | 16 июля 2020  | 1,78                |
| 100     | 11         | «Аксот Тоска» «Iunne Ennui»                                 | Мартин Джеро      | Мартин Джеро                   | 23 июля 2020  | 1,70                |